# Adharma
Adharma (Nelegiuiitul; din sanscrită adharma - vină, fărădelege, încălcarea datoriei) este un zeu al răului din clasa Prājāpati, în mitologia vedică: „Adharma distrugătorul a tot ce e viu, s-a ivit din devorarea reciprocă a oamenilor”(Mahābhārata, I Adiparva, LX, 52).  

## Sursă
- Kernbach, Victor (1995).  Editura Albatros, ed. Dicționar de Mitologie Generală. București. ISBN 973-24-0336-5. Verificați datele pentru: |date= (ajutor)